# ك. جاسبر بيل
ك. جاسبر بيل (بالإنجليزية: C. Jasper Bell)‏ هو قاضي ومستثمر ومحامي وسياسي أمريكي، ولد في 16 يناير 1885 بليك سيتي في الولايات المتحدة، وتوفي في 21 يناير 1978 بكانساس سيتي في الولايات المتحدة. حزبياً، نشط في الحزب الديمقراطي. انتخب قاضي (1931 – 1934) وانتخب عضو ‏ (1926 – 1930) وانتخب عضو مجلس النواب الأمريكي (3 يناير 1935 – 3 يناير 1949).